# Nisjnij Novgorod
 Ikke at forveksle med Velikij Novgorod.
Nisjnij Novgorod (russisk: Ни́жний Но́вгород, tr. Nízjnij Nóvgorod, ISO-translittereret som Nižnij Novgorod; i daglig tale ofte forkortet til Nisjnij) er Ruslands femtestørste by efter Moskva, Sankt Petersborg, Novosibirsk og Jekaterinburg. Nisjnij Novgorod har 1.204.985 (2024) indbyggere.
Byen hed mellem 1932 og 1990 Gorkij (russisk: Горький, russisk udtale: [ˈɡorʲkʲɪj]) opkaldt efter forfatteren Maxim Gorkij, der var født i byen.
Byen ligger 400 km øst for Moskva (i samme tidszone), hvor floderne Volga og Oka løber sammen.

## Historie
Nisjnij Novgorod blev grundlagt i 1221  af fyrst Jurij den 2. Vsevolodovitsj af Vladimir.

### Kasan-Moskva krigen
Efter byens optagelse i storfyrstendømmet Moskva i 1392 bosatte de lokale fyrster sig i Moskva, hvor de blev fremtrædende ved hoffet og kort besteg tronen i skikkelse af Vasili IV. Efter at være blevet brændt af den magtfulde Krimtatarchef Edigu i 1408, blev Nisjnij Novgorod genopbygget. Efter genopbygningen betragtede Moskva primært byen som en stærk fæstning i krigene mod tatarerne fra Kasan. Det enorme røde murstens Kreml, et af de stærkeste og ældst bevarede forsvarsværker i Rusland, blev bygget i 1508-1511 under opsyn af "Peter, italieneren". Kreml var stærk nok til at modstå tatarbelejringer både i 1520 og 1536.

### Forsvaret af Moskva
I 1612 mobiliserede en lokal købmand, Kuzma Minin den nationale milits, som under kommando af Knjaz Dmitrij Pozjarskij fordrev de polske tropper fra Moskva, satte en stopper for Forvirringens tid i Rusland og oprettede Romanovstyret.
Det centrale torv foran Kreml er opkaldt efter Minin og Pozharsky, selv om det er lokalt kendt som "Minin-torvet". Minins jordiske rester er begravet i Nisjnij Novgorods Kreml. Til minde om begivenhederne i 1612 er en nøjagtig kopi af den Røde Plads' bronzestatue af Kuzma Minin og Dmitrij Pozjarskij opstillet foran Skt. Johanes døberens kirke, som menes at være det sted, hvorfra talen til indbyggerne blev holdt.

### Maxim Gorkij
Maxim Gorkij blev født i Nisjnij Novgorod i 1868 som Aleksej Maksimovitj Pesjkov. I sine romaner beskrev han det dystre liv for byens proletariat.
Allerede i hans levetid blev byen omdøbt Gorkij efter hans tilbagevenden til Sovjetunionen på opfordring af Josef Stalin i 1932. Byens bar Gorkijs navn indtil 1991. Hans barndomshjem er bevaret som museum, kendt som Kasjirins hus (russisk: Домик Каширина) efter Gorkijs bedstefar, som ejede huset.

### Lukket by
Under en stor del af sovjettiden var byen lukket for udlændinge for at forsvare hemmelighederne om sovjetisk militære forsknings- og produktionsfaciliteter som byen var center for. På trods af det var byen et populært landgangssted for sovjetiske turister på tur op og ned af Volga i turistbåde. Det var usædvanligt for sovjetiske byer af denne størrelse, at selv gadekort ikke var til salg før midten af 1970'erne.
Nobels Fredsprisvinder Andrej Sakharov boede i eksil i Gorkij for at begrænse hans kontakt med omverdenen.
Nisjnij Novgorod er det økonomiske og kulturelle centrum for Volga-Vjatkas økonomiske region og administrationscentrum i Nisjnij Novgorod oblast og Volgas føderale distrikt.

## 800-årsjubilæum af Nisjnij Novgorod
800-årsjubilæum af Nisjnij Novgorod var en omfattende begivenhed der skulle fejres i 2021. 
Den 22. september 2015 underskrev Ruslands præsident Vladimir Putin forordningen "Om fejringen af Nisjnij Novgorods 800-årsjubilæum" 

### Om fejringens dato
Ifølge den officielle version blev Nisjnij Novgorod grundlagt i 1221. De første oplysninger om byen opstod i Lavrentjevskaya krønik i det 14. århundrede: "Det samme år grundlagde storhertug Gurgi, søn af Vsevolod, byen ved Okas mund og navngav den Den Nye By". 
Byens dag fejres om den tredje lørdag i august. Højdepunktet af jubilæets fejring skulle finde sted i perioden fra den 19. august til den 21. august. Perioden har mest til fælles med byens ægte stiftelsesdato. 

### Jubilæets forberedelsesprogram
Der blev fastlagt nøgleretninger af forberedelsen: 
- Infrastrukturprogram – "Byen 800"
- Statsborgernes mobiliseringsprogram – "Holdet 800"
- "Volontører 800"
- "Medierne 800"
- Det sociale program – "800 Gode Handlinger"
- Begivenhedsprogram

### "Byen 800"
"Byen 800" er et infrastrukturprogram der skal renovere byens områder og skabe nye pladser der kan tiltrække beboerne. Programmet indeholder tre retninger: Symboler800, Renovering800 og  Miljø800. 
Symboler 800 har til formål at forandre og fylde byens nøglepladser med en ny mening. Der er syv pladser der anses for at være symboler på selve byen: 
- Nisjnij Novgorods Kreml,
- "Schweiz" ,
- Lagrene på Strelka,
- forhenværende fabrik "Fyrtårn",
- Valerij Tsjkalov pionerernes slot,
- Tskalov Trappe
- nyt objekt "Skole 800".

Miljø 800 omfatter 33 objekter og områder,  herunder bygningen of et motorvejskryds i Sormovo distrikt. 
Inden for retningen Renovering 800  bliver 69 huse  i byens historiske centrum renoveret, husene findes på  nøglegaderne af det gamle Nisjnij .

### Holdet 800
Projektet "Holdet 800" giver enhver beboer af Nisjnij Novgorod mulighed for at gennemføre sit projekt eller ide for byens udvikling. Siden maj 2019 fremlagde beboerne flere end 350 forslag på hjemmesiden Nisjnij 800.  40 initiativer har fået eksperternes støtte og initiativernes ophavsmænd kan regne med at få finansielle tilskud på et hundrede tusind op til fire millioner rubler.

### Otte Hundrede Gode Handlinger
Projektet "800 Gode Handlinger" er med til at skabe kultur der bygger på gensidig hjælp og trygge naboforhold, projektet forener beboerne af Nisjnij Novgorod så de kan gøre bidrag til velgørenhed og deltage i volontørtjeneste. Projektet indeholder en crowdfunding platform, undervisning i online-skole for de mennesker der ønsker at blive velgørere. Skolen er rettet mod ukommercielle organisationer og almindelige statsborgere.  

### Volontører 800
Op til otte hundrede volontører skal blive tiltrukket til at organisere nøglebegivenheder og nøgleprojekter. Enhver uafhængigt af statsborgerskab der er  fyldt16 år og har lyst dertil kan blive en volontør. Længere end år før selve fejringen meldte næsten 547 mennesker sig på banen ved at anføre ansøgninger på den officielle hjemmeside "Nisjnij 800". 

### Begivenhedsprogrammet
Den første massive begivenhed ved jubilæet under titlen af  "Gorkij Classic Nisjnij 800" fandt sted i maj 2019 – hvor flere end et hundrede gamle sjældne biler og 250 deltagere fra forskellige lande deltog i. 
Begivenhedsprogrammet omfatter forskellige sfærer af  statsborgernes liv: 
- Kultur og kunst (festival af akademisk musik "Opus 52", "Fyrtårn Jazz & Gård", Festival af Gadefilm);
- Sport (festival af motorcykler "Moto Familiedage", Europas Skateboardmesterskab, støtte til kvalifikationskamp af Europas Fodboldmesterskab-2020 Rusland – Cypern, flyfestivaler);
- Økologi (festival "Botanik");
- Uddannelse og forretningsmæssigt program (forelæsninger "Intervals talk", forummet "Folkelige Kunsthåndværker: Omvæltningen", strategiske drøftelser af filmudvikling og videoproduktion).

Der bliver også sagt om Nisjnij Novgorods 800-årsjubilæum  på den internationale scene. I den forbindelse besøgte Vladimir Putin Nisjnij Novgorods 800-årsjubilæum pavillon inden for forummet "Rusland – Idrætsland". Det er netop på det tidspunkt da guvernøren Nisjnij Novgorod Oblast Gleb Nikitin fremlagde sin renoveringsstrategi af Nisjnij Novgorods symbolske område – Strelka (navnet betyder bogstaveligt "pil") . 
Højdepunktet af hele arrangementet skal blive et storslået show der skal afholdes i midten af august på stadiet "Nisjnij Novgorod".
Andet 
I forbindelse med jubilæet skal Ruslands Centralbank fremstille specielle  mindeværdige ædle mønter.

## Seværdigheder
Nisjnij Novgorod er rig på arkitektoniske perler i den historiske midtby blandt andet Nisjnij Novgorods Kreml påbegyndt i 1508 og Ærkeenglen Mikael katedralen fra 1628.